# Opsamates obscurus
Opsamates obscurus là một loài bọ cánh cứng trong họ Cerambycidae.